# Kamenjane
Kamenjane (makedonska: Камењане) är en ort i Nordmakedonien. Den ligger i kommunen Bogovinje, i den västra delen av landet, 40 kilometer väster om huvudstaden Skopje. Kamenjane ligger 485 meter över havet och antalet invånare är 15 376.